# Città di Salford
La città di Salford (in inglese City of Salford) è un borgo metropolitano della contea inglese di Grande Manchester, nel Regno Unito.
Nonostante essa prenda il nome dal suo centro storico, Salford, storicamente in Lancashire, il suo capoluogo è Swinton.

## Storia
Salford fu dichiarata città nel 1926.
Il distretto fu creato con il Local Government Act 1972, il 1º aprile 1974 dalla fusione del County Borough di Salford con i municipal borough di Eccles, Swinton and Pendlebury, con il distretto urbano di Irlam e quello di Worsley.
Dal 2012 è una delle città inglesi che, dopo approvazione di un referendum, eleggono direttamente il loro sindaco, tramite il voto alternativo e per un mandato di quattro anni.

### Sindaci di Salford
- 2012-2016: Ian Steward (Laburisti)
- 2016-2024: Paul Dennett (Laburisti)